# Göran Lysén
Göran Artur Lysén, född 30 januari 1946, död 14 december 2020, var en svensk professor emeritus i folkrätt vid Uppsala universitet (2007) och författare. 
Lysén blev jur. kand 1970 och jur.dr. 1976. Han skrev i olika facktidskrifter, både svenska och utländska, förutom debattinlägg i dagspressen. Dessutom sysslade han med internationell affärsjuridik under 1970- och 80-talen förutom ett kontinuerligt deltagande i politiskt/rättsliga fora.  
Han avled 14 december 2020 och askan spreds i en minneslund i Bryssel 22 december 2020.